# 弗朗奇斯克·霍瓦特
弗朗奇斯克·霍瓦特（羅馬尼亞語：Francisc Horvath，1928年10月19日—），罗马尼亚男子摔跤运动员。他曾代表罗马尼亚参加1952年和1956年夏季奥林匹克运动会摔跤比赛，其中1956年奥运会获得一枚铜牌。